# William George Ward
William George Ward (Londres, Inglaterra, 21 de março de 1812 – Londres, 6 de julho de 1882) foi um teólogo católico romano inglês.

## Vida
Ele era filho de William Ward e Emily Combe. Ele foi educado no Winchester College e foi para Christ Church, Oxford, em 1830, mas as dificuldades financeiras de seu pai o forçaram em 1833 a tentar uma bolsa de estudos no Lincoln College, que ele conseguiu obter. Ward tinha um dom para a matemática pura; mas para história, matemática aplicada ou qualquer coisa fora das ciências exatas, ele sentia desprezo. Ele era dotado de um forte senso de humor e amor pelo paradoxo levado ao extremo. Seu exame para matemáticas exibiu algumas das peculiaridades de seu caráter e intelecto. Quatro de seus cinco artigos em matemática aplicada foram enviados em branco, honras, entretanto, não lhe foram recusadas, e em 1834 ele obteve uma bolsa aberta em Balliol.
Ele se lançou em uma campanha geral contra o protestantismo e a forma anglicana dele em particular. No entanto, ele recebeu as ordens do diácono em 1838 e as ordens do sacerdote em 1840.
Em 1839, Ward tornou-se escritor do British Critic, o órgão do partido Tractarian, e despertou suspeitas entre os adeptos do partido por suas violentas denúncias da Igreja à qual ainda pertencia. Em 1841, ele pediu a publicação do célebre Tract 90 e escreveu em sua defesa. A partir desse período, Ward e seus associados trabalharam indisfarçadamente pela união com a Igreja de Roma e, em 1844, publicou seu Ideal de uma Igreja Cristã, no qual afirmava abertamente que a única esperança para a Igreja da Inglaterra residia na submissão à Igreja de Roma. Esta publicação levou ao auge problemas que há muito vinha se formando. A universidade de Oxford foi convidada, em 13 de fevereiro de 1845, a condenar o Tract 90, a censurar o Ideal e a privar Ward de seus diplomas. As duas últimas proposições foram realizadas com Ward sendo privado de sua tutela e Tract 90 apenas escapou da censura pelo não-placet dos inspetores, Guillemard e Church.
Ward deixou a Igreja da Inglaterra em setembro de 1845 e foi seguido por muitos outros, incluindo o próprio Newman. Após sua recepção na Igreja de Roma, Ward se dedicou à ética, metafísica e filosofia moral. Após sua admissão na Igreja Católica Romana, ele se casou e por um tempo teve que lutar contra a pobreza. Mas sua situação melhorou mais tarde. Em 1851, ele se tornou professor de filosofia moral no St Edmund's College, Ware, e no ano seguinte foi nomeado para a cadeira de teologia dogmática.

## Revisão de Dublin
Ele escreveu artigos sobre livre arbítrio, filosofia do teísmo, ciência, oração e milagres para a Dublin Review. Em 1863, ele se tornou editor da Dublin Review (1863–1878). Ele assumiu o cargo de editor em julho de 1863. Ele era um oponente do catolicismo liberal e defensor da autoridade papal, e não hesitou em atacar as opiniões de Montalembert ou Döllinger. Ele apoiou a promulgação do dogma da infalibilidade papal em 1870.
Ele também lidou com a condenação do Papa Honório I, manteve uma correspondência polêmica com John Stuart Mill e tomou parte nas discussões da Sociedade Metafísica, fundada por James Knowles, da qual Alfred Lord Tennyson, TH Huxley e James Martineau também eram membros proeminentes.

## Família
Ward era sobrinho-neto de Robert Plumer Ward, sobrinho de Sir Henry George Ward e filho de William Ward.
Ele era o pai do biógrafo de Newman, Wilfrid Philip Ward; um avô do padre Leo Ward, um missionário no Japão e co-fundador da Sheed & Ward, e da irmã de Leo, a escritora e editora Maisie Ward; e bisavô da tradutora Rosemary Sheed, e do irmão de Rosemary, o romancista Wilfrid Sheed. Sua filha foi professada freira beneditina e tornou-se Lady Abadessa da Abadia de Oulton, Staffordshire.

## Obras
- "A Brief Summary of the Recent Controvery on Infallibility; Being a Reply to Rev. Father Ryder on His Postscript"; Por William George Ward; Publicado por Burns, Oates, 1868

- "A Few More Words in Support of No. 90 of the Tracts for the Times", (1841) - 91 páginas

- "A Few Words in Support of No. 90 of the Tracts for the Times: Partly with Reference to Mr. Wilson's Letter"; Por William George Ward; Publicado por J. H. Parker, 1841; 48 páginas

- "A Letter the Rev. Father Ryder on His Recent Pamphlet", H I D Ryder, (1867)

- "A Second Letter to the Rev. Father Ryder"; Por William George Ward; Publicado por Burns, Oates, 1868; 72 páginas

- "An Address to Members of Convocation in Protest Against the Proposed Statute"; Por William George Ward, University of Oxford Convocation; Publicado por James Toovey, 1845; 55 páginas

- "Appendix to Five Lectures on Attrition, Contrition, and Sovereign Love" (1858) - 122 páginas

- "Capital and Labour a Paper Read Before the Literary Section and General Members of the Nottingham and County Liberal Club: And to Delegates from Operatives' Trade Societies"; Por William George Ward; Publicado por Printed at the "Daily express" steam Print. Office, 1874;202 páginas;

- "Essays on the Philosophy of Theism" (1884)

- "Essays on the Church's Doctrinal Authority" (1880) - 565 páginas

- "Essays on devotional and scriptural subjects" (1879)

- "Five Lectures on Attrition, Contrition, and Sovereign Love: With a Practical Application of the Doctrine, Delivered in St. Edmund's Seminary"; Por William George Ward; Publicado por Printed by Robson, Levey, and Franklyn, 1857;70 páginas

- "Introductory Lectures on the Science de Naturâ Et Gratiâ: Preceded by a Farewell Address"; por William George Ward; Publicado por s.n, 1858

- "Mr. Mill's denial of necessary truth. W.G.W." (author). [Repr. from the] Dublin review; Por William George Ward; Publicado por , 1871; Original da Oxford University

- "Mr. Shadworth Hodgson on Free Will." - 1880

- "On Nature and Grace: A Theological Treatise, Book I, Philosophical Introduction"; Por William George Ward; Publicado por Burns and Lambert, 1860; Original da Universidade de Michigan; Digitalizado pela 12 jun. 2007; 490 páginas books.google

- "Science, prayer, free will, & miracles, an essay, repr. from the 'Dublin review'."; Por William George Ward; Publicado por , 1881

- "Strictures on Mr. Ffoulkes's Letter to Archbishop Manning"; de William George Ward - 1869

- "The Anglican establishment contrasted, in every principle of its constitution, with the Church catholic of every age, being a 2nd letter to the editor of the 'Guardian'."; Por William George Ward; Publicado por , 1850; Original da Oxford University; Digitalizado pela 23 abr. 2007; books.google

- "The Authority of Doctrinal Decisions which are Not Definitions of Faith: Considered in a Short Series of Essays Reprinted from "The Dublin Review."."; Por William George Ward; Publicado por Burns, Lambert, and Oates, 1866; Original da Oxford University; Digitalizado pela 24 ago. 2006; 200 páginas books.google

- "The Condemnation of Pope Honorius: An Essay, Republished and Newly Arranged from the "Dublin Review." with a Few Notes in Reply to E.F. Willis"; Por William George Ward, E.F. Willis, Burns and Oates, Wyman & Sons; Publicado por Burns and Oates, 1879; 65 páginas

- "The Extent of Free Will"; de William George Ward - 1881

- "The Ideal of a Christian Church Considered in Comparison with Existing Practice: Containing a Defence of Certain Articles in the British Critic in Reply to Remarks on Them in Mr. Palmer's 'Narrative.'"; Por William George Ward; Publicado por J. Toovey, 1844; Original da Universidade da Califórnia; Digitalizado pela 12 out. 2007; 601 páginas books.google

- "The Relation of Intellectual Power to Man's True Perfection, Considered in Two Essays Read Before the English Academy of the Catholic Religion ...: Considered in Two Essays Read Before the English Academy of the Catholic Religion ..."; Por William George Ward; Publicado por Burns and Lambert, 1862; 100 páginas

- "Three Letters to the Editor of the Guardian: With a Preliminary Paper on the Extravagance of Certain Allegations which Imply Some Similarity Between the Anglican Establishment and Some Branch, Existing at Some Period, of the Catholic Church : and a Preface, Including Some Criticism of Professor ..."; Por William George Ward, Editor of the Guardian, Guardian (London, London Guardian; Publicado por Burns and Lambert, 1852; 261 páginas